# Megaselia tripliciseta
Megaselia tripliciseta är en tvåvingeart som beskrevs av Bridarolli 1951. Megaselia tripliciseta ingår i släktet Megaselia och familjen puckelflugor. Inga underarter finns listade i Catalogue of Life.